# SOCOLA南行徳
SOCOLA南行徳（ソコラみなみぎょうとく）は、千葉県市川市南行徳にあるショッピングセンターである。

## 概要

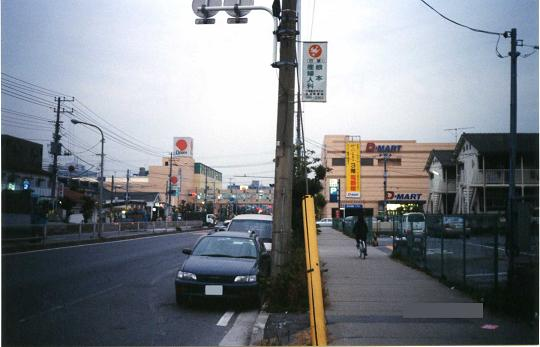
ダイエー時代（2002年、Dマートと併存していた頃）

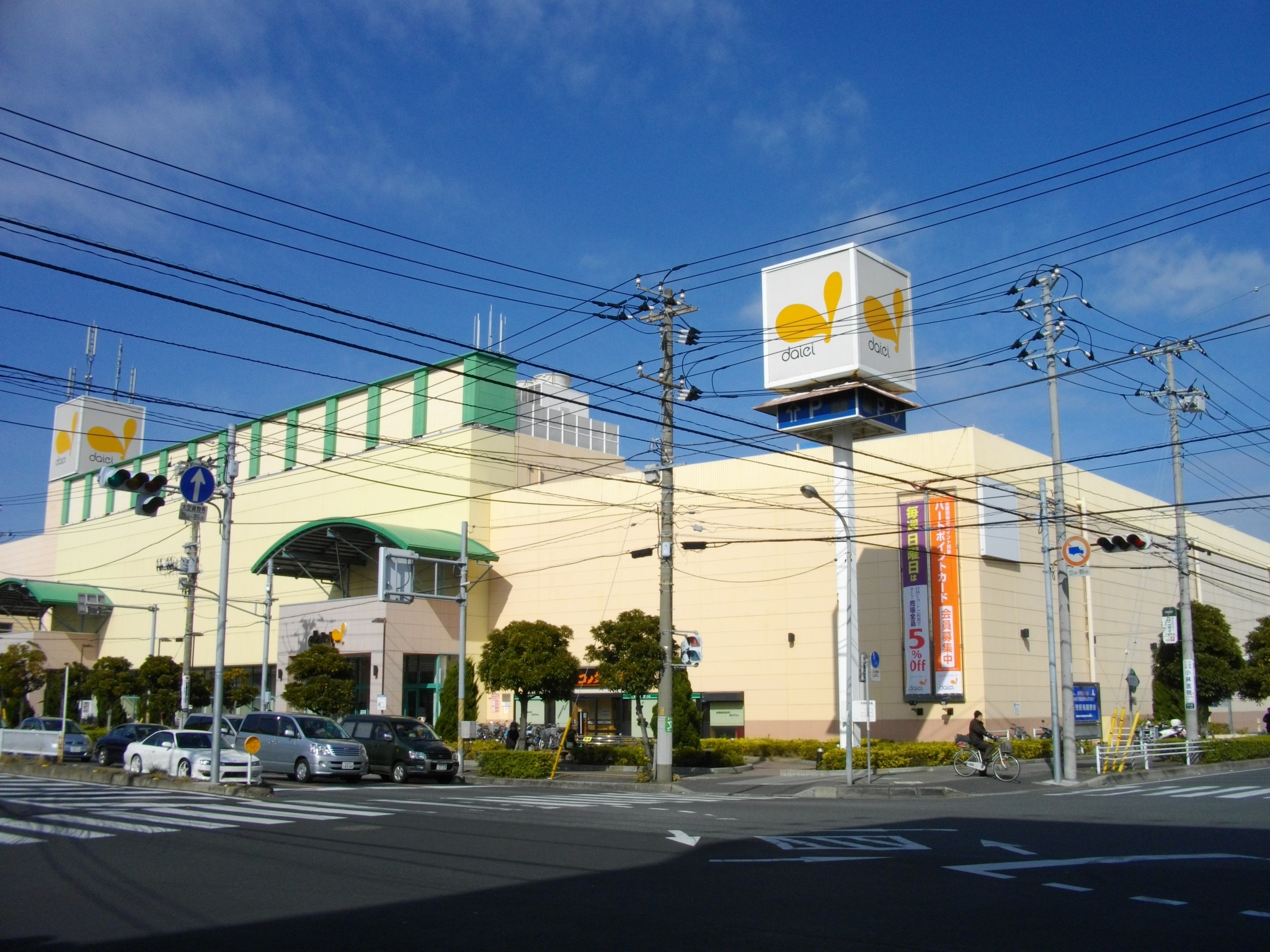
ダイエー時代（2013年）

東京メトロ東西線の南行徳駅から南東（東京湾側）に約700m、県道50号東京市川線（南行徳駅前通り）沿いに立地する。建物は地上3階・地下2階で構成されており、店内には階段状のエスカレーターではなく傾斜状のオートスロープが設置されている。
2000年4月20日に開業したダイエー南行徳店が前身。開業当初の売上見込みは100億円であった。開業当時、県道を挟んで南西側には同じダイエーが運営するDマート南行徳店が1987年9月1日に開業しており、回遊性の向上やお互いに相乗効果を狙う目的を兼ねて、ダイエーの開業と同時に県道を跨ぐ連絡通路が開通した。しかし、Dマートはダイエーの開業から間もない2002年4月30日をもって閉店し、ダイエーが運営する店舗同士を行き来できる状況は2年で終わりを迎えた。Dマートの退去跡には後にヤマダデンキテックランド南行徳店が開業したが、連絡通路は残されている。
2006年10月13日にはユニクロを運営するファーストリテイリングの新ブランド・GU（当時は「g.u.」）の1号店がオープン。2012年9月30日に閉店したが、後述のSOCOLA南行徳へのリニューアルに当たって再オープンしている。
2016年3月1日より運営がダイエーからイオンリテールに承継された。同年3月14日をもってダイエーとしての営業を終了し、改装による2日間の休業を経て、3月17日にイオン南行徳店として新装開店した。

### 改装
2019年12月4日、2020年3月末から一時休業し、2021年春に「食と美と健康」に特化した新店舗にリニューアルオープンすることが千葉日報社の取材で判明した。リニューアルに先立ち、食品売り場以外のテナントは順次閉店し、2020年3月31日に「イオン南行徳店」としての営業を終えた。これを機に施設の所有者が野村不動産に移管された。2000年の新築時に施工した鴻池組の設計・施工で1週間の休業の後、翌4月8日から食品館のみ営業を再開した。
当初は前述の通り2021年春開業予定だったが、新型コロナウイルス感染症の流行の影響で、開業は同年秋にずれ込んだ。2021年7月頃から一部テナントが内定し、8月12日には全テナントが公開され、同年10月29日に「SOCOLA南行徳」（ソコラみなみぎょうとく）として開業した。「SOCOLA」ブランドの商業施設は千葉県内初開業となる。
SOCOLAへのリニューアル後、イオン南行徳店は食品主体のスーパーに業態転換の上、地下1階のみの出店となった。

## フロア構成
主に地下1階にはイオンの食品売り場と各種専門店、1階にはユニクロ・GU・ABC-MART・イオンバイク、2階にはダイソー・西松屋・眼鏡市場・スタジオアリス・島村楽器・ゲームセンターなどが出店している。2階には「フードテラス」という名称のフードコートがあり、マクドナルドやサーティワンアイスクリームなどが出店している。
全店の詳細および一覧は公式フロアガイドを参照のこと。
地下2階と3階（屋上）、および1階の敷地屋外は駐車場となっている。また、駐輪場が建物の正面玄関付近と西側出入口周辺（建物と駐車場の間）の2か所に設置されている。
このほか前述の通り、2階には県道を挟んだ向かい側にあるかつてのDマートの退去跡に出店しているヤマダデンキへの連絡通路が設けられており、雨風にさらされずに行き来することができる。

### ダイエー - イオンGMS時代
地下1階が「食品と生活用品のフロア」、1階が「婦人衣料品のフロア」、2階が「紳士・子供衣料品と文具・おもちゃのフロア」という構成で、2階には現在と同様にフードコートが設けられていた。
現在駐車場となっている地下2階と3階（屋上）の一部は、貸し倉庫として使われていた。

## アクセス
- 南行徳駅（東京メトロ東西線） - 南東へ徒歩約7分
- 京成バス・京成トランジットバス・東京ベイシティバス - 「南行徳三丁目」バス停下車すぐ

南行徳駅のほか、新浦安駅・市川塩浜駅・舞浜駅（いずれもJR京葉線）からも上記各社のバスでアクセス可能。
- 首都高速湾岸線浦安出入口 - 北西へ約2.5km